# Бесєда (Ленінградська область)
Бесіда (рос. Беседа) — селище Волосовського району Ленінградської області Росії. Входить до складу Бесідського сільського поселення.
Населення — 907 осіб (2007 рік). 

## Населення
| 1838 | 1857 | 1862  | 1882  | 1899 | 1965 | 1990 |
| ---- | ---- | ----- | ----- | ---- | ---- | ---- |
| 164  | ↘154 | ↗168  | ↘129  | ↗136 | ↗418 | ↗742 |
| 1997 | 2007 | 2010  | 2017  |      |      |      |
| ↗958 | ↘907 | ↗1056 | ↘1041 |      |      |      |